# نبرد آکتیوم
نبرد آکتیوم صحنهٔ تقابل سرنوشت‌ساز در آخرین جنگ جمهوری روم مابین نیروهای اوکتاویان از یک سو و نیروهای متحد مارک آنتونی و کلئوپاترای هفتم از سویی دیگر بود. این نبرد دریایی در ۲ سپتامبر سال ۳۱ پیش از میلاد در دریای یونان و در نزدیکی شهر آکتیوم در استان رومی اپیروس وتوس به وقوع پیوست. ناوگان دریایی اوکتاویان را مارکوس ویپسانیوس آگریپا رهبری می‌کرد و ناوگان دریایی آنتونی تحت حمایت کشتی‌های ملکه کلئوپاترا بودند. پیروزی اوکتاویان در این نبرد سرنوشت‌ساز او را قادر ساخت تا سلطهٔ خود بر روم و سرزمین‌های تحت تملکش را تحکیم ببخشد.
اوایل سال ۳۱ پیش از میلاد اوکتاویان با ۴۰ هزار نفر نیرو در اپیروس در ساحل غربی یونان پیاده شد. در این حال ناوگان دریایی رومی-مصری مارک آنتونی در خلیج آموراکیکوس در جنوب اپیروس و سپاه ۴۰ هزار نفری او در دماغه آکتیوم در کرانه جنوبی این خلیج مستقر بودند. دو طرف برای چند ماه بدون یک نبرد تمام عیار در مقابل هم صف کشیدند. در همین مدت کشتی‌های اوکتاویان مسیر تدارکاتی آنتونی به مصر سد کرده بودند. در نهایت سپیده‌دم روز ۲ سپتامبر آنتونی قصد نبرد دریایی کرد. ناوگان او با برتری عددی ۴۸۰ به ۴۰۰ و برخورداری از شناورهای بزرگ‌تر، وارد دریای ایونی شد تا پیش‌دستی کند. آنتونی و اوکتاویان هر یک ناوگروه راست خود را فرماندهی می‌کرد. ناوگروه کلئوپاترا در پشت سر قرار داشت. تا ظهرگاه ناوگروه‌های چپ و مرکز آنتونی شروع به اضمحلال کردند. پس از آن که کلئوپاترا میدان نبرد را ترک نمود، آنتونی نیز با سوار شدن به کشتی بزرگی، از صحنه خارج شد. ناوگان بدون فرمانده آنتونی متحمل شکست سختی شد. کشتی‌های کوچک‌تر و سریع‌تر اوکتاویان با گریز از پرتابه‌ها و سعی کشتی‌های دشمن برای کوبیدن خود به آن‌ها، شناورهای آن‌ها را به آتش می‌کشیدند. پس از یک نبرد ده ساعته نفرات اندک باقی‌مانده از ناوگان در آتش آنتونی تسلیم شدند. پنج هزار نفر از نیروهای او در این نبرد جان باختند.